# Skippy (1931)
Skippy ist eine US-amerikanische Filmkomödie von Norman Taurog aus dem Jahr 1931, die auf dem gleichnamigen Comic-Strip von Percy Crosby basiert.

## Handlung
Skippy, ein wilder, ausgelassener Junge, ist der Sohn des Arztes und Lokalpolitikers Dr. Herbert Skinner und dessen Gattin Ellen. Herbert Skinner sieht in dem verwahrlosten Stadtteil Shantytown, der durch eine Bahnstrecke von der übrigen Stadt getrennt ist, ein soziales und gesundheitliches Problem. Daher verbietet er seinem Sohn, dort zu spielen. Aber natürlich hält sich der Junge nicht an das Verbot, denn das Leben in Shantytown ist aufregender.
Eines Tages spielen Skippy und sein Freund Sidney in Shantytown. Sie helfen einem der Jungen, Sooky, mit dem Schläger Harley Nubbins fertigzuwerden. Skippy und Sooky werden Freunde. Unabsichtlich macht Harley Nubbins mit Skippys Jo-Jo die Windschutzscheibe des Autos seines Vaters kaputt. Um einer Strafe durch seinen jähzornigen Vater zu entgehen, beschuldigt Harley nun Skippy und Sooky. Mr. Nubbins ist wütend und verlangt Geld von den beiden für den angerichteten Schaden. Auch nimmt Nubbins, der von Beruf Hundefänger ist, den Hund von Sooky mit und behält ihn als Pfand. 
Um den Hund auszulösen, schlachtet Skippy sein Sparschwein und gibt Sooky drei Dollar. Nubbins nimmt das Geld für die Windschutzscheibe, doch für die Auslösung des Hundes sollen die Jungen weitere drei Dollar bringen. Die nächsten zwei Tage verbringen Skippy und Sooky damit, Limonade und Holz zu verkaufen und Straßenvorführungen zu machen. Sie verdienen sich damit zwei Dollar. Skippy versucht, den fehlenden Dollar von seinem Vater zu leihen, doch Dr. Skinner gibt ihm kein Geld, zumal sein Sohn ihn nicht den genauen Grund verrät. Dreißig Cent fehlen, doch Skippy und Sooky suchen Nubbins trotzdem auf. Der erzählt ihnen, dass der Hund mittlerweile erschossen wurde. Sooky sucht Trost bei seiner Mutter, Skippy dagegen ist wütend auf seinen Vater. Er bleibt dem Abendessen fern und weint sich aus. Dr. Skinner gerät ins Nachdenken.
Am nächsten Morgen präsentieren Skippys Eltern ihn sein neues Fahrrad, doch er zeigt kaum Interesse. Skippy tauscht das Fahrrad bei seiner Freundin Eloise für deren Hund ein und bringt das Tier zu Sooky. Dr. Skinner hat währenddessen seine Meinung über die Bewohner von Shantytown geändert. Er kauft einen Hund für Sooky und vermittelt dessen Mutter eine Arbeitsstelle. Anstatt dafür zu sorgen, dass Shantytown abgerissen wird, will er nun dessen Bewohnern helfen. Er begleitet seinen Sohn dorthin und spielt mit ihm. Dabei demoliert er die neue Windschutzscheibe von Mr. Nubbins. Den anschließenden Kampf mit Nubbins gewinnt der Arzt und zeigt Skippy, dass sein Vater auch etwas gut kann.

## Hintergrund
Die Uraufführung fand am 2. April 1931 in Los Angeles und einen Tag später in New York statt.
Robert Coogan war der jüngere Bruder von Jackie Coogan, der in den 1920er Jahren der wohl bekannteste Kinderstar Hollywoods war. Für Robert war es das Debüt als Schauspieler. Jackie Cooper war dagegen schon durch seine Auftritte bei den Kleinen Strolchen bekannt, ebenso Donald Haines. Auch die anderen Kinderdarsteller Jackie Searl und Mitzi Green waren schon länger im Filmgeschäft.
Jackie Cooper war der Neffe des Regisseurs Norman Taurog, der für eine Szene einen weinenden Skippy brauchte. Jackie tat sich schwer damit, Tränen hervorzubringen in der Szene, in der ihm gesagt wurde, der einbehaltene Hund sei erschossen worden. Taurog griff auf eine recht rabiate Trickserei zurück. Er beorderte einen Mann mit einer Waffe hinter einen Lastwagen, an dem der Hund aus dem Film (Jackie Coopers eigener Hund) angeleint war. Der Mann, außer Sicht von Jackie, schoss mit einer Platzpatrone, woraufhin Jackie echte Tränen vergoss. Die Szene konnte gedreht werden, doch Jackie war kaum zu beruhigen, auch als man ihm zeigte, dass sein Hund lebte. Noch später bewegte ihn das Ereignis so sehr, dass er seine Autobiografie Please Don’t Shoot My Dog benannte.
Bis heute ist der Film der einzige auf einem Comic basierende, der als Bester Film für den Oscar nominiert wurde. Noch im gleichen Jahr drehte das nahezu gleiche Team eine Fortsetzung mit dem Titel Sooky, das jedoch weniger Erfolg hatte.
Der Film ist einer von über 700 Produktionen der Paramount Pictures, die zwischen 1929 und 1949 gedreht wurden und deren Fernsehrechte 1958 an Universal Pictures verkauft wurden.

## Kritiken
Mordaunt Hall von der New York Times befand, Jackie Cooper gebe ein bemerkenswertes Porträt in einem Film voller Amüsement und bewegender Zärtlichkeit. Variety gab den Kinderdarstellern, den Drehbuchautoren und Regisseur Taurog alle Ehre, die den Comic in eine interessante Filmadaption umgewandelt hätten.

## Auszeichnungen
Ber der Oscarverleihung 1931 wurde Norman Taurog als Bester Regisseur mit dem Oscar ausgezeichnet. Drei weitere Nominierungen gab es in den Kategorien Bester Film, Bestes Drehbuch und Bester Hauptdarsteller für den damals neunjährigen Jackie Cooper, die jüngste Person, die je als Bester Hauptdarsteller nominiert wurde.